# Campo Maior (microregio)
Campo Maior is een van de 15 microregio's van de Braziliaanse deelstaat Piauí. Zij ligt in de mesoregio Centro-Norte Piauiense en grenst aan de microregio's Baixo Parnaíba Piauiense, Ibiapaba (CE), Ipu (CE), Litoral Piauiense, Sertão de Crateús (CE), Teresina en Valença do Piauí. De microregio heeft een oppervlakte van ca. 24.303 km². In 2009 werd het inwoneraantal geschat op 218.000.
Negentien gemeenten behoren tot deze microregio:
- Alto Longá
- Assunção do Piauí
- Boqueirão do Piauí
- Buriti dos Montes
- Campo Maior
- Capitão de Campos
- Castelo do Piauí
- Cocal da Telha
- Domingos Mourão
- Jatobá do Piauí
- Juazeiro do Piauí
- Lagoa de São Francisco
- Milton Brandão
- Nossa Senhora do Nazaré
- Novo Santo Antônio
- Pedro II
- São João da Serra
- São Miguel do Tapuio
- Sigefredo Pacheco

Mesoregio's: Centro-Norte Piauiense · Norte Piauiense · Sudeste Piauiense · Sudoeste Piauiense

Microregio's: Alto Médio Canindé · Alto Médio Gurguéia · Alto Parnaíba Piauiense · Baixo Parnaíba Piauiense · Bertolínia · Campo Maior · Chapadas do Extremo Sul Piauiense · Floriano · Litoral Piauiense · Médio Parnaíba Piauiense · Picos · Pio IX · São Raimundo Nonato · Teresina · Valença do Piauí